# Arnaud Sorbin de Sainte-Foi
Arnaud Sorbin de Sainte-Foi, né vers 1532 à Montech et mort le 1er mai 1606 à Nevers, est un prélat français du XVIe siècle et du début du  XVIIe. 

## Biographie
Issu d'une famille pauvre, Arnaud Sorbin devient docteur en théologie de l'université de Toulouse. Il est curé de Sainte-Foy-de-Peyrolières, dans le diocèse de Toulouse dont Arnaud conserve toute sa vie le nom, et devient théologal d'Auch et de Toulouse.
Sorbin est  connu pour son éloquence, son zèle contre les calvinistes, et pour ses écrits. On trouve dans Sorbin plus de fougue que de véritable éloquence. Le style s'abaisse à la violence. Quelquefois même il descend jusqu'à l'injure. Il écrit plusieurs oraisons funèbres.
En 1567, sa réputation comme sermonaire acquit une telle renommée, que la reine-mère, Catherine de Médicis, attire Sorbin à la cour et lui confère le titre d'ecclésiaste ou prédicateur du roi. Il devient aussi paubliciste connu et passe pour le prédicateur le plus abondant et le plus fleuri de son temps. Sorbin est aussi un des instigateurs de la sanglante nuit de la Saint-Barthélemy.
Le 26 mai 1578 il est pourvu de l'évêché de Nevers.  Arnaud Sorbin est en 1600 l'un des juges de la célèbre conférence de Fontainebleau, entre Jacques du Perron, depuis cardinal, et Philippe Duplessis-Mornay.
Il fait imprimer un missel, un rituel et un bréviaire à l'usage du diocèse. À Nevers et à Urzy il fait beaucoup de dépenses pour l'embellissement de ses palais épiscopaux. En 1601, il permet aux capucins de s'établir à Nevers.
Il meurt à Nevers le 1er mai 1606, âgé de 74 ans.

## Œuvres
- Traité d'oraison chrestienne contenant la vraye disposition d'icelle et décision des controverses de la prière intelligible et de la prière des saints, avec un formulaire d'oraisons, Paris, Guillaume Chaudière, 1567
- Deux Oraisons funèbres d'Anne de Montmorency, connétable de France, prononcées, l'une à Notre-Dame et l'autre à Montmorency, Paris, Guil. Chaudière, 1567 et 1568
- Les marques de la vraie Église, Paris, 1568
- Trace du ministère visible de l'Église catholique romaine, prouvée par l'ordre des pasteurs et Pères qui ont écrit et prêché en icelle, avec la remarque des algarades que l'hérésie calvinesque lui a données en divers temps, Paris,
- Les conciles de Tholose, Beziers, et Narbonne, ensemble les ordonnances du comte Raymond contre les Albigeois et l'instrument d'accord entre le dit Raymond et saint Loys, arrêts et statuts pour l'entretien d'iceluy et pour l'extirpation de l'hérésie, Paris, Guil. Chaudière,
- Histoire des Albigeois et gestes de noble Simon de Montfort, Paris, Guil. Chaudière, 1569
- Allégresse de la France pour l'heureuse victoire obtenue entre Coignac et Chastelneuf, le 13 mars 1569, Paris, 1569
- Tractatus de monstris, Paris, 1570
- Description de la source, continuation et triomphe d'erreur, de ses maux, et des remèdes qui lui sont propres et où est contenu le portrait du vrai politique moderne, Paris, G. Chaudière, 1570
- Histoire contenant un abrégé de la vie, mœurs et vertus de Charles IX, Paris, 1574
- Huit sermons de la résurrection de la chair, prononcés au château du bois de Vincennes, durant le temps de parade et deuil de Charles IX, roy de France, vrayement piteux et débonnaire, propugnateur de la foy et amateur des bons esprits, Paris, Guil. Chaudière, 1574
- Oraison funèbre du roy Charles IX, prononcée en l'église Notre-Dame de Paris, le 12 juillet 1574, Paris, Guil. Chaudière, 1574
- Le vray resveille-matin pour la défense de la majesté de Charles IX, Paris, Guil. Chandière, 1574
- Le vray discours des derniers propos mémorables et trespas du feu roi Charles IX,  Paris, 1574
- Oraison funèbre de Cosme de Médicis, prononcée le 27 mai 1574, Paris, 1574
- Oraison funèbre de Marguerite de France, duchesse de Savoye, prononcée le 29 mars 1575, Paris, Guil. Chaudière, 1575
- Oraison funèbre de Claude de France, fille du roy Henri II, duchesse de Lorraine et de Bar, prononcée le 30 mars 1575, Paris, G. Chaudière, 1575
- Homélies (au nombre de 19) sur l'interprétation des dix commandements de la loi et opposition des playes d'Égypte aux trangressions d'iceux commandements, Paris, 1575
- Manuel de dévotion, extrait des écrits des saints Pères et Docteurs, mis en très-bel ordre par Simon Verrepé, traduit en françois par J. B. et augmenté de plusieurs dévotes oraisons, Lyon, Michel Jove, 1575
- Advertissements apologétiques au peuple François avec briève réponse aux quinze raisons par lesquelles un certain personnage a tâché de reprendre la manière de prier à la fin des sermons, Paris , 1575
- Oraison funèbre d'Isabeau de France, fille de Charles IX et d'Élisabeth d'Autriche, Paris, 1577
- Oraison funèbre de Jacques de Lévis, comte de Kailus, gentilhomme et chambellan ordinaire du roi, prononcée le dernier mai 1578 et précédée d'une Épitaphe en 24 vers, Paris, Guil. Chaudière , 1578
- Oraison funèbre de Paul de Caussade, seigneur de Saint-Mégrin, prononcée le 25 juillet 1578, Paris, G. Chaudière, 1578
- Exhortation à la noblesse pour la dissuader et la détourner des duels et autres combats contre les commandements de Dieu, devoir et honneur dus au prince, Paris, 1578
- Oraison funèbre de Marie Isabelle de France, Ports, 1578
- Regrets de la France sur les misères des troubles, Paris, 1578
- Formulaire des oraisons propres à dire en toutes ordinaires actions chrestiennes, Caen, Bénédict Massé, 1580
- Homélies sur l'Epître canonique de saint Jude, ensemble celle de la Nativité de Jésus-Christ, prêchées en l'église cathédrale de Nevers, durant l'Avent de 1578 et depuis rédigées en écrit, Paris , 1580
- Oraison funèbre de Charles de Bourbon, Nevers, 1595
- Oraison funèbre de Louis de Gonzague, duc de Nivernois et de Rethelois, gouverneur ès-pays de Brie et de Champagne, Paris, 1596
- Oraison funèbre de Henriette de Clèves, princesse de Condé, Nevers, 1601
- Réponse au traité de la prédestination, composé par Couët, Paris, Lhuillier, 1604.

## Armoiries
'De gueules, à une foi d'argent, surmontée d'un livre ouvert du même.